# Palisota pynaertii
Palisota pynaertii De Wild – gatunek rośliny z rodziny komelinowatych.
Roślina zielna o dużych liściach na krótkim, rynienkowatym ogonku. Blaszka liściowa pomarszczona, brzeg blaszki i ogonka rzęskowato-włóknisty. Występuje w Afryce Środkowej.

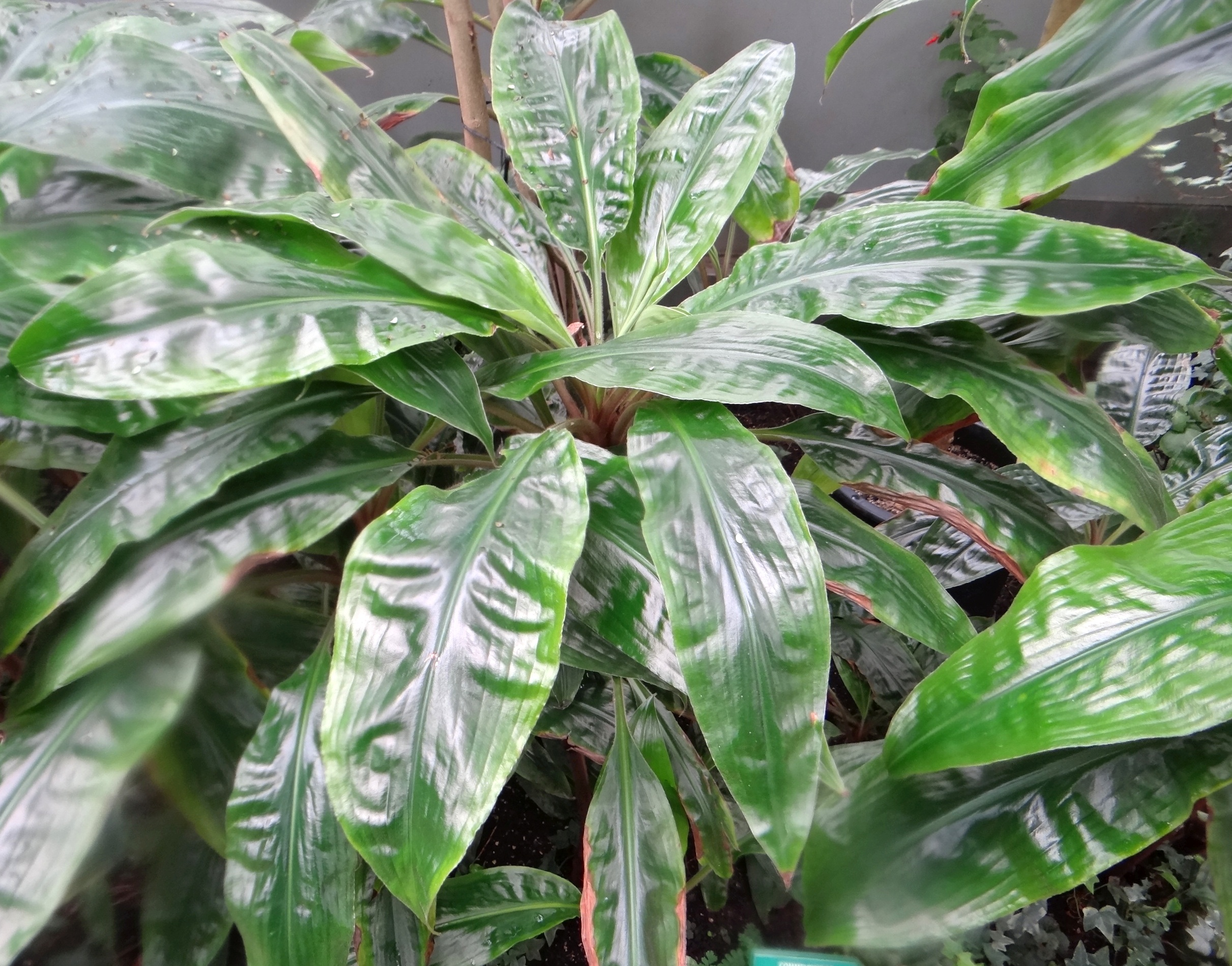
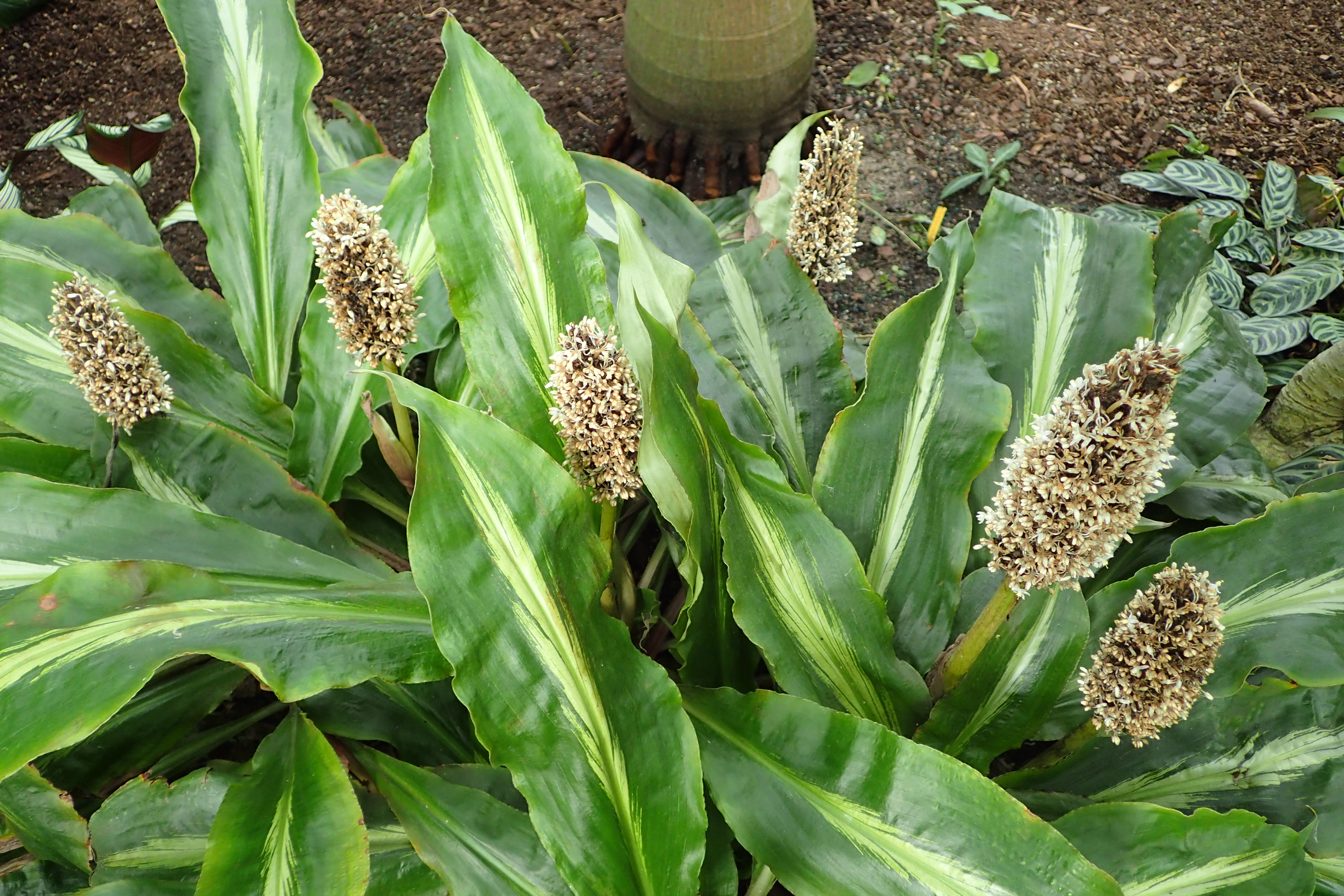
'Elizabethae'
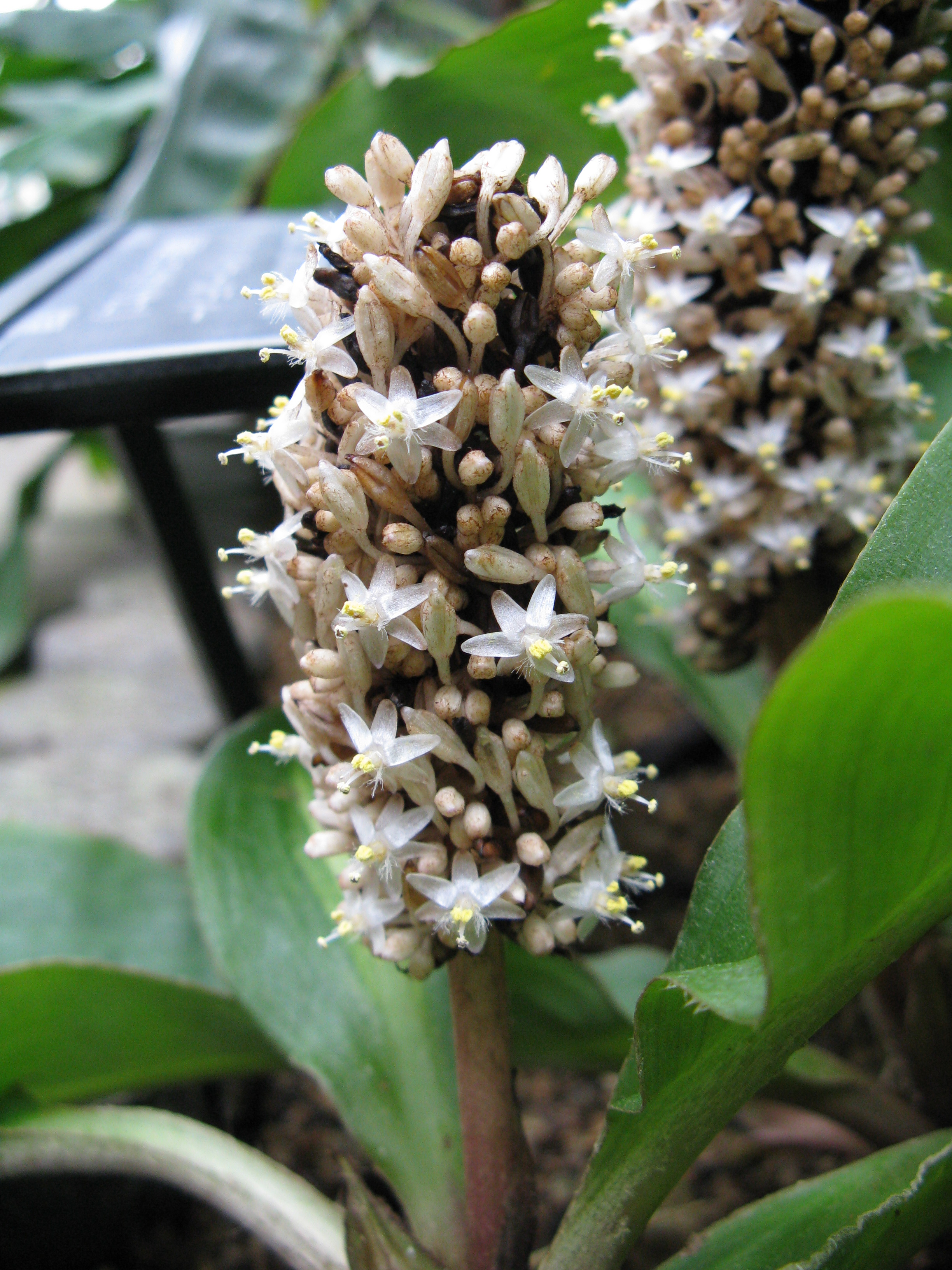
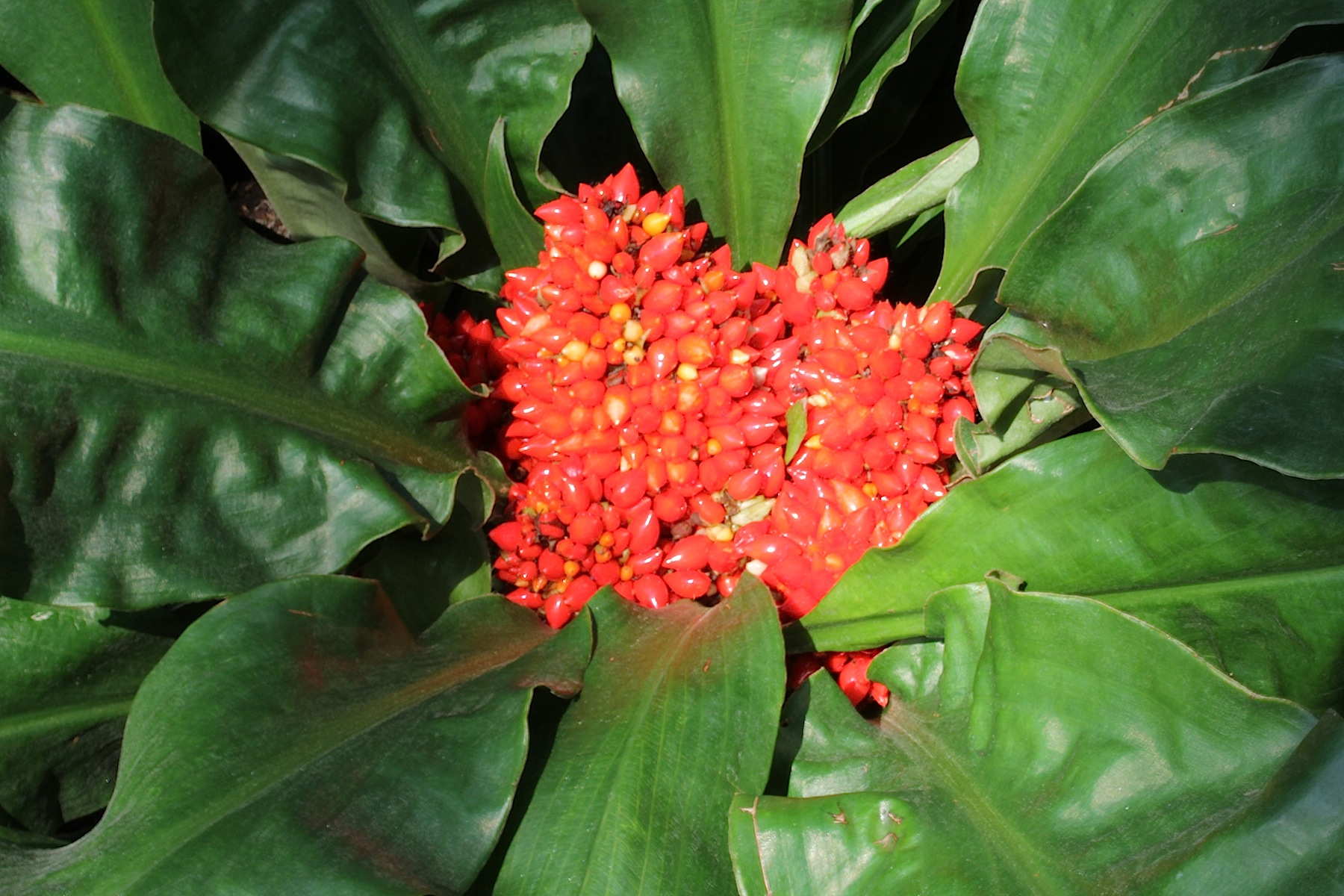
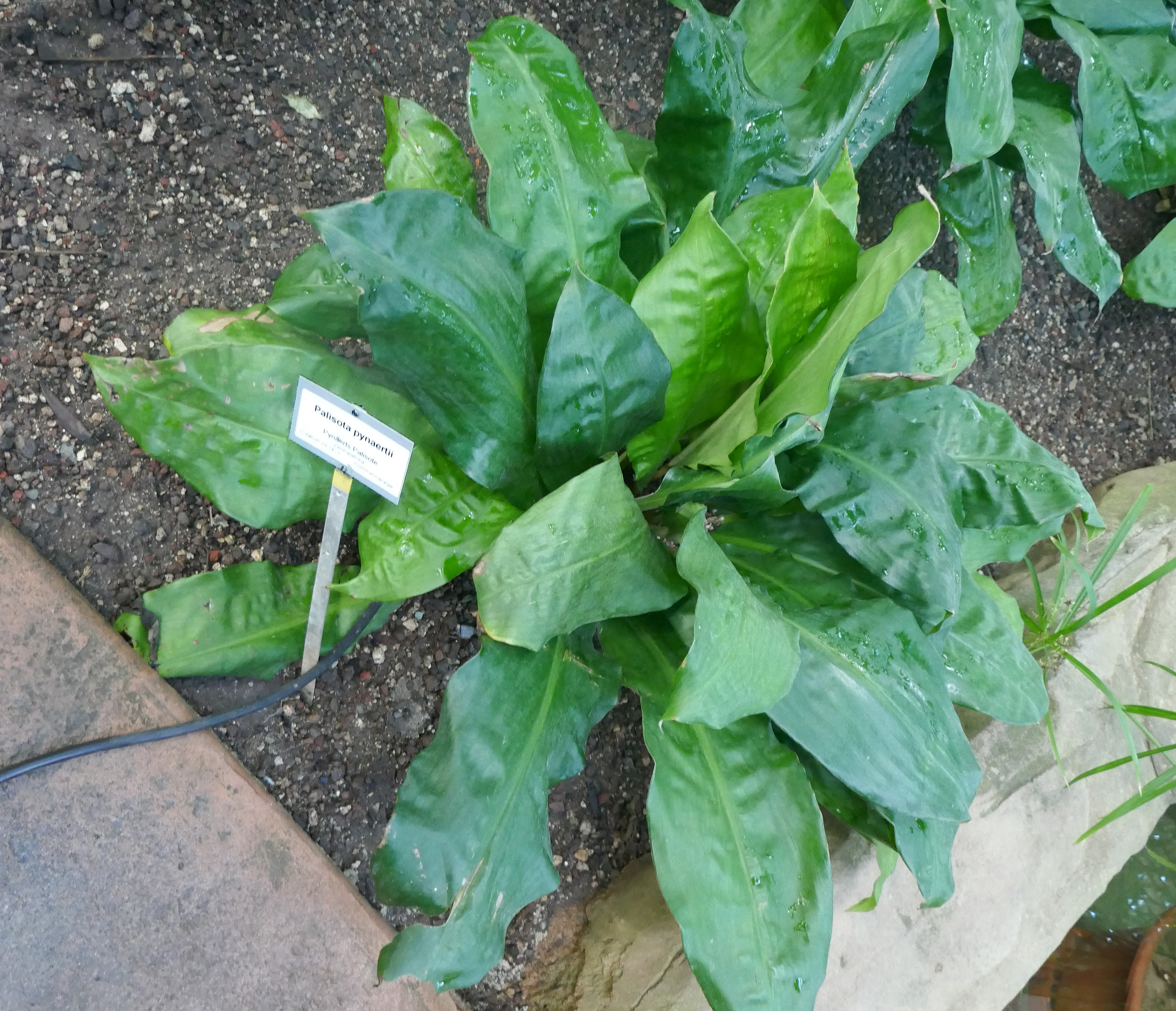